# Holunderöl

Allgemeine chemische Struktur von Ölen wie Holunderöl. Darin sind R^{1}, R^{2} und R^{3} Alkylreste (≤ 11 %) oder Alkenylreste (≥ 89 %) mit einer meist ungeraden Anzahl von Kohlenstoffatomen. Holunderöl ist, wie andere Öle, ein Gemisch von Triestern des Glycerins.

Holunderöl oder Holundersamenöl, auch Holunderkernöl, ist ein Pflanzenöl, welches aus den Samen von Arten des Schwarzen Holunders gewonnen wird.
Das Holunderbeerenöl ist nicht das Gleiche, denn es wird aus den Beeren des Roten Holunders (Sambucus racemosa) gewonnen. Auch verschieden ist das ätherische Holunderblütenöl.
Die Samen der Holunderbeeren enthalten u. a. etwa 22–32 % Fett mit größtenteils mehrfach ungesättigten Fettsäuren.

## Gewinnung
Holunderöl wird meist durch eine Kaltpressung aus den Samen des Schwarzen Holunders  gewonnen. Oft fällt dieses Öl aber auch als Nebenprodukt bei der Holundersaftproduktion an. Denn aus dem bei dieser Produktion zurückbleibenden Trester (Pressrückstand), kann durch Pressen das zu mehr als 10 % enthaltene Öl gewonnen werden.
Die Holundersamen können enzymatisch extrahiert werden, die Früchte werden leicht in Wasser zerdrückt und Pektinase zugegeben, in 2–3 Tage werden die Haut und das Fruchtfleisch der Beeren vollständig abgebaut. Dann können die verbleibenden Samen mit Wasser gespült und getrocknet werden. Wenn Pektinase nicht verfügbar ist, können die reifen Beeren sorgfältig mit Wasser in einem Mixer püriert werden. Dann kann durch ein feines Sieb passiert und gespült werden, um die kleinen Samen vom Mark zu trennen.

## Eigenschaften und Haltbarkeit
Holundersamenöl wird oft als grünlich-gelbes, charakteristisch-herbes und krautig-würzig duftendes und schmeckendes Öl beschrieben. Die Triglyceride des Holundersamenöls enthalten zu über 75 % mehrfach ungesättigten Fettsäure-Reste. Weiterhin sind in den Triglyceriden gesättigte Fettsäure-Reste enthalten, die zu ca. 6–9 % Palmitinsäure- und ca. 2–3 % Stearinsäure-Derivate darstellen.

## Verwendung

### Kosmetik, Pharmazie und Medizin
Anwendung findet Holunderöl vor allem im kosmetischen und medizinischen Bereich, oder auch als Massageöl. Es kann auch als Räucherstoff verwendet werden.

### Küche
Holunderöl eignet sich für Tee-Getränke, das Öl ist zum Braten verwendbar, aber auch um andere Speiseöle zu verfeinern. Aufgrund des starken Eigengeschmacks sollte das Öl nur vorsichtig dosiert eingesetzt werden.